# Barrabandparkiet
De barrabandparkiet (Polytelis swainsonii) is een vogel uit de familie Psittaculidae (papegaaien van de Oude Wereld). Het is een endemische parkiet in zuidoostelijk Australië. De Franse en Nederlandse naam zijn een eerbetoon aan de Franse illustrator Jacques Barraband. De wetenschappelijke naam verwijst naar de Britse natuuronderzoeker William Swainson.

## Kenmerken
Deze parkiet is 40 centimeter lang en weegt 133 tot 157 gram. De vogel is overwegend groen. Het mannetje heeft geel op het voorhoofd en op het "gezicht" tot op de keel. Daaronder zit een brede, rode band. De vogel heeft een blauw "petje", de snavel is roodachtig roze. De vleugelpennen hebben blauwachtige uiteinden en de onderkant van de staart is zwart. Het vrouwtje is helemaal groen.

## Voortplanting
Het vrouwtje legt vier tot zes eieren.

## Verspreiding en leefgebied
Deze soort is endemisch in de deelstaten Victoria en New South Wales. Het verspreidingsgebied is een groot stuk gekrompen sinds 1994, mogelijk door klimaatverandering. Tussen 1994 en 2008 stond de vogel daarom als kwetsbaar op de Rode Lijst van de IUCN. Het leefgebied bestaat uit Eucalyptusbossen langs rivieren en ook wel agrarisch landschap met boomgroepen.

## Status
De grootte van de populatie werd in 2012 door BirdLife International geschat op tien tot twintigduizend volwassen individuen en er zijn geen aanwijzingen dat de populaties verder in aantal afnemen. Om deze redenen staat de vogel sinds 2012 als niet bedreigd op de Rode Lijst van de IUCN. Er gelden wel beperkingen voor de handel in deze parkiet, want de soort staat in de Bijlage II van het CITES-verdrag.